# المشیک
المشیک (به عربی: المشیک) یک روستا در سوریه است که در ناحیه زیاره واقع شده‌است. المشیک ۳۱۱ نفر جمعیت دارد.